# Brisbane International 2025
Brisbane International 2025, oficiálně Brisbane International presented by Evie 2025, byl společný tenisový turnaj na profesionálních okruzích mužů ATP Tour a žen WTA Tour, hraný v Queenslandském tenisovém centru. Čtrnáctý ročník Brisbane International probíhal mezi 30. prosincem 2024 a 5. lednem 2025 v australském Brisbane, metropoli státu Queensland, na dvorcích s tvrdým povrchem GreenSet.
Mužská polovina dotovaná 766 290 dolary patřila do kategorie ATP Tour 250. Ženská část disponovala rozpočtem 1 520 600 dolarů v kategorii WTA 500. Nejvýše nasazenými singlisty se stali sedmý hráč žebříčku Novak Djoković ze Srbska a světová jednička Aryna Sabalenková. Jako poslední přímí účastníci do dvouher nastoupili opět australský 64. tenista pořadí Christopher O'Connell a 88. žena klasifikace Suzan Lamensová z Nizozemska. V důsledku invaze Ruska na Ukrajinu na konci února 2022 řídící organizace tenisu ATP, WTA a ITF s grandslamy rozhodly, že ruští a běloruští tenisté mohli dále na okruzích startovat, ale do odvolání nikoli pod vlajkami Ruska a Běloruska.
Druhý kariérní i australský titul na okruhu ATP Tour  vybojoval 23letý Čech Jiří Lehečka, druhý nejmladší šampion brisbanské události po Kyrgiosovi z roku 2018. 
Čtvrtou australskou a osmnáctou kariérní trofej na okruhu WTA Tour získala 26letá Aryna Sabalenková, která si upevnila vedení na čele žebříčku. Od sezóny 2023 vyhrála na australských turnajích 27 z 28 zápasů, když ji dokázala porazit jen Rybakinová v brisbanském finále předchozího ročníku. Mužský debl vyhráli Britové Julian Cash s Lloydem Glasspoolem a na túře ATP dosáhli na druhý společný triumf.
Ženskou čtyřhru ovládly Mirra Andrejevová s Dianou Šnajderovou, které na okruhu WTA Tour získaly první deblové tituly.

## Rozdělení bodů a finančních odměn

### Rozdělení bodů
| Soutěž       | Soutěž        | vítězové | finalisté | semifinalisté | čtvrtfinalisté | 16 v kole | 32 v kole | 48 v kole | Q  | Q2 | Q1 |
| ------------ | ------------- | -------- | --------- | ------------- | -------------- | --------- | --------- | --------- | -- | -- | -- |
| dvouhra mužů | [ 4 ]         | 250      | 165       | 100           | 50             | 25        | 0         | —         | 13 | 7  | 0  |
| čtyřhra mužů | [ 11 ] [ 12 ] | 250      | 150       | 90            | 45             | 20        | 0         | —         | —  | —  |    |
| dvouhra žen  | [ 2 ] [ 13 ]  | 500      | 325       | 195           | 108            | 60        | 32        | 1         | 25 | 13 | 1  |
| čtyřhra žen  | [ 14 ]        | 500      | 325       | 195           | 108            | 1         | —         | —         | —  | —  | —  |

### Finanční odměny
| Soutěž                                  | Soutěž        | vítězové  | finalisté | semifinalisté | čtvrtfinalisté | 16 v kole | 32 v kole | 48 v kole | Q2      | Q1      |
| --------------------------------------- | ------------- | --------- | --------- | ------------- | -------------- | --------- | --------- | --------- | ------- | ------- |
| dvouhra mužů                            | [ 4 ] [ 15 ]  | 96 985 $  | 56 650 $  | 33 055 $      | 18 685 $       | 10 955 $  | 6 580 $   | —         | 3 480 $ | 1 865 $ |
| čtyřhra mužů                            | [ 11 ] [ 12 ] | 35 570 $  | 18 510 $  | 9 770 $       | 5 450 $        | 2 980 $   | 1 660 $   | —         | —       | —       |
| dvouhra žen                             | [ 2 ] [ 13 ]  | 192 475 $ | 120 735 $ | 69 650 $      | 35 000 $       | 17 750 $  | 12 300 $  | 10 660 $  | 8 900 $ | 4 585 $ |
| čtyřhra žen                             | [ 14 ]        | 75 820 $  | 48 590 $  | 26 830 $      | 14 000 $       | 9 530 $   | —         | —         | —       | —       |
| částky ve čtyřhrách jsou uvedeny na pár |               |           |           |               |                |           |           |           |         |         |

## Mužská dvouhra

### Nasazení
| Stát                             | Hráč             | ATP | Nasazení |
| -------------------------------- | ---------------- | --- | -------- |
| Srbsko                           | Novak Djoković   | 7.  | 1.       |
| Bulharsko                        | Grigor Dimitrov  | 10. | 2.       |
| Dánsko                           | Holger Rune      | 13. | 3.       |
| USA                              | Frances Tiafoe   | 18. | 4.       |
| USA                              | Sebastian Korda  | 22. | 5.       |
| Chile                            | Alejandro Tabilo | 23. | 6.       |
| Austrálie                        | Alexei Popyrin   | 24. | 7.       |
| Austrálie                        | Jordan Thompson  | 26. | 8.       |
| Žebříček ATP k 23. prosinci 2024 |                  |     |          |

### Jiné formy účasti
Následující hráčí obdrželi divokou kartu do hlavní soutěže:
- Rinky Hijikata
- Aleksandar Vukic
- Adam Walton

Následující hráči nastoupili pod žebříčkovou ochranou:
- Nick Kyrgios
- Reilly Opelka

Následující hráči postoupili z kvalifikace:
- Nishesh Basavareddy
- Benjamin Bonzi
- Federico Agustín Gómez
- Yannick Hanfmann
- Michail Kukuškin
- Jošihito Nišioka

Následující hráč postoupil z kvalifikace jako šťastný poražený:
- Dušan Lajović

### Odhlášení
před zahájením turnaje
- Sebastián Báez → nahradil jej  Arthur Cazaux
- Marcos Giron → nahradil jej  Arthur Rinderknech
- Thanasi Kokkinakis → nahradil jej  Christopher O'Connell
- Sebastian Korda → nahradil jej  Dušan Lajović

## Mužská čtyřhra

### Nasazení
| Stát                                                                        | Hráč               | Stát               | Hráč            | ATP | Nasazení |
| --------------------------------------------------------------------------- | ------------------ | ------------------ | --------------- | --- | -------- |
| Chorvatsko                                                                  | Nikola Mektić      | Nový Zéland        | Michael Venus   | 23. | 1.       |
| Finsko                                                                      | Harri Heliövaara   | Spojené království | Henry Patten    | 30. | 2.       |
| USA                                                                         | Nathaniel Lammons  | USA                | Jackson Withrow | 38. | 3.       |
| Spojené království                                                          | Joe Salisbury      | Spojené království | Neal Skupski    | 51. | 4.       |
| Spojené království                                                          | Julian Cash        | Spojené království | Lloyd Glasspool | 60. | 5.       |
| Spojené království                                                          | Jamie Murray       | Austrálie          | John Peers      | 62. | 6.       |
| USA                                                                         | Austin Krajicek    | USA                | Rajeev Ram      | 73. | 7.       |
| Kolumbie                                                                    | Nicolás Barrientos | Belgie             | Sander Gillé    | 80. | 8.       |
| Žebříček ATP k 23. prosinci 2024; číslo je součtem umístění obou členů páru |                    |                    |                 |     |          |

### Jiné formy účasti
Následující páry obdržely divokou kartu do hlavní soutěže:
- Novak Djoković /  Nick Kyrgios
- Christopher O'Connell /  Jordan Thompson

Následující páry postoupily do hlavní soutěže jako náhradníci:
- Rinky Hijikata /  Jason Kubler
- Tristan Schoolkate /  Adam Walton

### Odhlášení
před zahájením turnaje
- Grigor Dimitrov /  Sebastian Korda → nahradili je  Tristan Schoolkate /  Adam Walton
- Joe Salisbury /  Neal Skupski → nahradili je  Rinky Hijikata /  Jason Kubler

## Ženská dvouhra

### Nasazení
| Stát                             | Hráčka                   | WTA | Nasazení |
| -------------------------------- | ------------------------ | --- | -------- |
|                                  | Aryna Sabalenková        | 1.  | 1.       |
| USA                              | Emma Navarrová           | 8.  | 2.       |
|                                  | Darja Kasatkinová        | 9.  | 3.       |
| Španělsko                        | Paula Badosová           | 12. | 4.       |
|                                  | Diana Šnajderová         | 13. | 5.       |
|                                  | Anna Kalinská            | 14. | 6.       |
| Lotyšsko                         | Jeļena Ostapenková       | 15. | 7.       |
|                                  | Mirra Andrejevová        | 16. | 8.       |
| Ukrajina                         | Marta Kosťuková          | 18. | 9.       |
|                                  | Viktoria Azarenková      | 20. | 10.      |
| Polsko                           | Magdalena Fręchová       | 25. | 11.      |
| Česko                            | Linda Nosková            | 26. | 12.      |
|                                  | Ljudmila Samsonovová     | 27. | 13.      |
|                                  | Jekatěrina Alexandrovová | 28. | 14.      |
| Kazachstán                       | Julia Putincevová        | 29. | 15.      |
| Ukrajina                         | Dajana Jastremská        | 33. | 16.      |
| Žebříček WTA k 23. prosinci 2024 |                          |     |          |

### Jiné formy účasti
Následující hráčky obdržely divokou kartu do hlavní soutěže:
- Kimberly Birrellová
- Talia Gibsonová
- Maya Jointová

Následující hráčka nastoupila pod žebříčkovou ochranou:
- Čeng Saj-saj[3]

Následující hráčky postoupily z kvalifikace:
- Sára Bejlek
- Ana Bogdanová
- Priscilla Honová
- Maddison Inglisová
- Polina Kuděrmetovová
- Anca Todoniová

### Odhlášení
před zahájením turnaje
- Jessica Pegulaová → nahradila ji  Suzan Lamensová

## Ženská čtyřhra

### Nasazení
| Stát                                                                         | Hráčka          | Stát     | Hráčka              | WTA | Nasazení |
| ---------------------------------------------------------------------------- | --------------- | -------- | ------------------- | --- | -------- |
| Čínská Tchaj-pej                                                             | Čan Chao-čching | Ukrajina | Ljudmyla Kičenoková | 20. | 1.       |
| Kazachstán                                                                   | Anna Danilinová |          | Irina Chromačovová  | 40. | 2.       |
| Ukrajina                                                                     | Marta Kosťuková | Lotyšsko | Jeļena Ostapenková  | 66. | 3.       |
| Čína                                                                         | Kuo Chan-jü     |          | Alexandra Panovová  | 66. | 4.       |
| Žebříček WTA k 23. prosinci 2024; číslo je součtem umístění obou členek páru |                 |          |                     |     |          |

### Jiné formy účasti
Následující páry obdržely divokou kartu do hlavní soutěže:
- Talia Gibsonová /  Maya Jointová
- Priscilla Honová /   Anna Kalinská

Následující pár nastoupil pod žebříčkovou ochranou:
- Sü I-fan /  Jang Čao-süan

## Přehled finále

### Mužská dvouhra
- Jiří Lehečka vs.  Reilly Opelka, 4–1skreč

### Ženská dvouhra
- Aryna Sabalenková vs.   Polina Kuděrmetovová, 4–6, 6–3, 6–2

### Mužská čtyřhra
- Julian Cash /  Lloyd Glasspool vs.  Jiří Lehečka /  Jakub Menšík, 6–3, 6–7(2–7), [10–6]

### Ženská čtyřhra
- Mirra Andrejevová /   Diana Šnajderová vs.  Priscilla Honová /   Anna Kalinská, 7–6(8–6), 7–5